# Osnovna šola Jakoba Aljaža Kranj
Osnovna šola Jakoba Aljaža, Kranj se nahaja v blokovskem naselju Planina v Kranju. Načrt zanjo je naredil arhitekt R. Zaletel.
Otvoritev šole je bila leta 1980/81, imenovala se je OŠ Planina, nato OŠ Bratstvo in enotnost, leta 1991 pa se je šola preimenovala v Osnovno šolo Jakoba Aljaža, Kranj. Šola je dobro opremljena in ima kot ena redkih šol v Sloveniji lasten bazen.
Šola ima dve nadstropji. V pritličju imajo svoje prostore učenci nižje stopnje, tu domujeta tudi kuhinja in jedilnica. Pred učilnicami razredne stopnje je oder za manjše prireditve. V vhodni avli se odvijajo večje prireditve in izven šolske dejavnosti. V kletnih prostorih je garderoba, ki hkrati služi tudi zaklonišču in učilnici tehničnega pouka. V prvem nadstropju pa so predmetna stopnja, računalniška učilnica, zbornica in tajništvo. Imajo 3 telovadnice, igrišče za košarko, nogomet, tekaško stezo in bazen. Na šoli se odvijajo najrazličnejše interesne dejavnosti.